# Loi de Friedel
La loi de Friedel est une loi utilisée en cristallographie, découverte par le minéralogiste et cristallographe Georges Friedel en 1913.
L'une des premières étapes de la détermination d'une structure cristalline (par diffraction de rayons X, de neutrons ou d'électrons) est la détermination de la classe de Laue à partir de la figure de diffraction du cristal, ce qui permet de déterminer ensuite le groupe d'espace. La loi de Friedel dit que la classe de Laue d'un cristal est toujours centrosymétrique (c'est-à-dire qu'elle possède l'inversion comme élément de groupe), même si le groupe d'espace du cristal n'est pas centrosymétrique : les intensités des réflexions hkl et -h-k-l sont égales. Autrement dit, la loi de Friedel implique qu'un cristal ne peut être assigné qu'à une des onze classes de Laue, au lieu des 32 groupes ponctuels de symétrie.

## Démonstration
La classe de Laue d'un cristal étant le groupe ponctuel de son réseau réciproque, sa symétrie se détermine expérimentalement à partir de la maille réciproque et des intensités diffractées attachés à chaque nœud (h,k,l) ou réflexion hkl du réseau. L'intensité diffractée est proportionnelle au carré de la norme du facteur de structure, qui est un nombre complexe :
{\displaystyle I(h\,k\,l)\propto |F(h\,k\,l)|^{2}=\left|\sum _{j}F_{j}(h\,k\,l)\right|^{2}=\left|\sum _{j}f_{j}\mathrm {e} ^{2i\pi (hx_{j}+ky_{j}+lz_{j})}\right|^{2}=F(h\,k\,l)\cdot F^{*}(h\,k\,l)}
où F*(hkl) est le conjugué de F(hkl).
Pour vérifier la loi de Friedel, c'est-à-dire la centrosymétrie de la classe de Laue, il suffit de calculer le facteur de structure attaché au nœud (-h,-k,-l ) :
{\displaystyle {\begin{array}{rcl}F({\bar {h}}\,{\bar {k}}\,{\bar {l}})&=&\sum _{j}f_{j}\mathrm {e} ^{2i\pi \left[(-h)x_{j}+(-k)y_{j}+(-l)z_{j}\right]}\\[2ex]~&=&\sum _{j}f_{j}\mathrm {e} ^{-2i\pi (hx_{j}+ky_{j}+lz_{j})}\\[2ex]~&=&F^{*}(h\,k\,l)\end{array}}}
On obtient ainsi l'égalité
{\displaystyle I(h\,k\,l)=I({\bar {h}}\,{\bar {k}}\,{\bar {l}}).}
Le cliché de diffraction d'un cristal quelconque et sa classe de Laue sont centrosymétriques. Les réflexions hkl et -h-k-l forment une « paire de Friedel ».

## Conséquences
- Si un cristal présente une macle par inversion, les réflexions provenant des deux individus se superposent exactement dans le réseau réciproque et les amplitudes de leurs facteurs de structure au carré {\displaystyle |F_{1}(h\,k\,l)|^{2}} et {\displaystyle |F_{2}({\bar {h}}\,{\bar {k}}\,{\bar {l}})|^{2}} sont identiques : il n'est pas possible de distinguer les clichés de diffraction par un cristal maclé et par un cristal non-maclé.
- Le cliché de diffraction étant centrosymétrique, la présence ou l'absence d'un centre de symétrie dans un cristal ne peut pas être déterminée. Des mesures complémentaires de propriétés physiques permettent de lever le doute : des phénomènes non linéaires comme la génération de seconde harmonique ne peuvent être observés que dans des cristaux non-centrosymétriques.

## Limitations

### Dispersion anomale
La loi de Friedel n'est valable que dans le cas où les facteurs de diffusion atomiques {\displaystyle f_{j}} sont réels. Si on prend en compte les effets de la diffusion anomale, les {\displaystyle f_{j}} deviennent complexes et la loi n'est vérifiée que pour les cristaux à groupe d'espace centrosymétrique. En effet, considérons le facteur de structure partiel d'un atome {\displaystyle j} pour la réflexion hkl :
{\displaystyle F_{j}(h\,k\,l)=f_{j}\mathrm {e} ^{2i\pi (hx_{j}+ky_{j}+lz_{j})}=(f_{jR}+if_{jI})\mathrm {e} ^{i\varphi _{j}}}
où {\displaystyle f_{jR}} et {\displaystyle f_{jI}} sont les composantes réelle et imaginaire du facteur de diffusion atomique de l'atome {\displaystyle j} et {\displaystyle \varphi _{j}=2\pi (hx_{j}+ky_{j}+lz_{j})}.
Le facteur de structure partiel pour la réflexion -h-k-l est :
{\displaystyle F_{j}({\bar {h}}\,{\bar {k}}\,{\bar {l}})=f_{j}\mathrm {e} ^{2i\pi \left[(-h)x_{j}+(-k)y_{j}+(-l)z_{j}\right]}=(f_{jR}+if_{jI})\mathrm {e} ^{-i\varphi _{j}}}
On peut alors écrire grâce à la formule d'Euler :
{\displaystyle {\begin{array}{rcl}F_{j}(h\,k\,l)&=&(f_{jR}+if_{jI})\cos {\varphi _{j}}+i(f_{jR}+if_{jI})\sin {\varphi _{j}}\\[2ex]~&=&F_{jR}(h\,k\,l)+iF_{jI}(h\,k\,l)\end{array}}}
avec
{\displaystyle {\begin{array}{rcccl}F_{jR}(h\,k\,l)&=&f_{jR}\cos {\varphi _{j}}&-&f_{jI}\sin {\varphi _{j}}\\[2ex]F_{jI}(h\,k\,l)&=&f_{jI}\cos {\varphi _{j}}&+&f_{jR}\sin {\varphi _{j}}\end{array}}}
et
{\displaystyle {\begin{array}{rcl}F_{j}({\bar {h}}\,{\bar {k}}\,{\bar {l}})&=&F_{jR}({\bar {h}}\,{\bar {k}}\,{\bar {l}})+iF_{jI}({\bar {h}}\,{\bar {k}}\,{\bar {l}})\end{array}}}
avec
{\displaystyle {\begin{array}{rcccl}F_{jR}({\bar {h}}\,{\bar {k}}\,{\bar {l}})&=&f_{jR}\cos {\varphi _{j}}&+&f_{jI}\sin {\varphi _{j}}\\[2ex]F_{jI}({\bar {h}}\,{\bar {k}}\,{\bar {l}})&=&f_{jI}\cos {\varphi _{j}}&-&f_{jR}\sin {\varphi _{j}}.\end{array}}}
On voit donc qu'en général,
{\displaystyle I({\bar {h}}\,{\bar {k}}\,{\bar {l}})\neq I(h\,k\,l).}
La différence entre les intensités des réflexions hkl et -h-k-l, appelée « différence de Bijvoet », est proportionnelle à :
{\displaystyle |F(h\,k\,l)|^{2}-|F({\bar {h}}\,{\bar {k}}\,{\bar {l}})|^{2}=-4f_{jR}f_{jI}\cos {\varphi _{j}}\sin {\varphi _{j}}.}
Si le cristal est centrosymétrique, le facteur de structure contient les contributions {\displaystyle F_{j+}} et {\displaystyle F_{j-}} des deux positions équivalentes ({\displaystyle x,y,z}) et ({\displaystyle -x,-y,-z}) :
{\displaystyle {\begin{array}{rcl}F_{j}(h\,k\,l)&=&F_{j+}(h\,k\,l)+F_{j-}(h\,k\,l)\\[2ex]~&=&f_{j}\mathrm {e} ^{2i\pi (hx_{j}+ky_{j}+lz_{j})}+f_{j}\mathrm {e} ^{2i\pi \left[h(-x_{j})+k(-y_{j})+l(-z_{j})\right]}\\[2ex]~&=&f_{j}\mathrm {e} ^{2i\pi (hx_{j}+ky_{j}+lz_{j})}+f_{j}\mathrm {e} ^{2i\pi \left[(-h)x_{j}+(-k)y_{j}+(-l)z_{j}\right]}\\[2ex]~&=&F_{j+}(h\,k\,l)+F_{j+}({\bar {h}}\,{\bar {k}}\,{\bar {l}}).\end{array}}}
Dans ce cas, on retrouve
{\displaystyle I({\bar {h}}\,{\bar {k}}\,{\bar {l}})=I(h\,k\,l).}
La loi de Friedel est toujours valable pour les structures centrosymétriques.

### Diffraction des électrons
La loi de Friedel n'est valable que lorsque la théorie cinétique de la diffraction peut être appliquée. Pour la diffraction des électrons, ce n'est pas le cas : la loi de Friedel n'est plus vérifiée,.